# Солоти
Со́лоти — село в Валуйском районе Белгородской области России. Входит в состав Тимоновского сельского поселения.

## География
Село находится в юго-восточной части Белгородской области, в лесостепной зоне, в пределах юго-западной части Среднерусской возвышенности, на расстоянии примерно 5 километров (по прямой) к северу от города Валуйки, административного центра района. Абсолютная высота — 198 метров над уровнем моря.
Климат характеризуется как умеренно континентальный. Средняя температура января −7,4 °C, средняя температура июля +20,3 °C. Годовое количество осадков составляет около 500 мм. Среднегодовое направление ветра юго-западное.
Часовой пояс
Село Солоти, как и вся Белгородская область, находится в часовой зоне МСК (московское время). Смещение применяемого времени относительно UTC составляет +3:00.

## Население
| 1859 | 1897  | 2002 | 2010 |
| ---- | ----- | ---- | ---- |
| 1329 | ↗1487 | ↘780 | ↘736 |

Половой состав
По данным Всероссийской переписи населения 2010 года в гендерной структуре населения мужчины составляли 46,6 %, женщины — соответственно 53,4 %.
Национальный состав
Согласно результатам переписи 2002 года, в национальной структуре населения русские составляли 98 %.

## Инфраструктура
Функционируют основная школа, детский сад, сельский клуб и фельдшерско-акушерский пункт.

## Улицы
Уличная сеть села состоит из семнадцати улиц и пяти переулков.

## Инциденты
В октябре 2022 года на полигоне близ села Солоти произошёл массовый расстрел солдат российской армии.